# Literakowate
Literakowate (Graphidaceae Dumort.) – rodzina grzybów z rzędu Ostropales.

## Systematyka
Pozycja w klasyfikacji według Index FungorumGraphidaceae, Ostropales, Ostropomycetidae, Lecanoromycetes, Pezizomycotina, Ascomycota, Fungi.
Według aktualizowanej klasyfikacji Index Fungorum bazującej na Dictionary of the Fungi do rodziny tej należą liczne rodzaje. Wśród występujących w Polsce są to:
- Diploschistes Norman 1853 – słojecznica
- Graphis Adans. 1763 – literak
- Phaeographis Müll. Arg. 1882 – liternica
- Thelotrema Ach. 1803 – puchlinka

Nazwy polskie według W. Fałtynowicza.